# Мишанов, Николай Дмитриевич
Николай Дмитриевич Мишанов (1918—1983) — полковник Советской Армии, участник Великой Отечественной войны, Герой Советского Союза (1946).

## Биография
Николай Мишанов родился 1 декабря 1918 года в деревне Курово (ныне — Калининский район Тверской области). После окончания семи классов школы работал сначала в совхозе, позднее переехал в Калинин, где работал монтёром на телефонной станции. Параллельно с работой учился в аэроклубе. В 1939 году Мишанов был призван на службу в Рабоче-крестьянскую Красную Армию. В 1940 году он окончил Ворошиловградскую военную авиационную школу пилотов. С июня 1941 года — на фронтах Великой Отечественной войны. В боях три раза был ранен.
К марту 1945 года гвардии капитан Николай Мишанов был заместителем командира эскадрильи 96-го гвардейского бомбардировочного авиаполка 301-й бомбардировочной авиадивизии 3-го бомбардировочного авиакорпуса 16-й воздушной армии 1-го Белорусского фронта. К тому времени он совершил 169 боевых вылетов на воздушную разведку и бомбардировку скоплений боевой техники и живой силы противника, в воздушных боях лично сбил 2 вражеских самолёта.
Указом Президиума Верховного Совета СССР от 15 мая 1946 года за «образцовое выполнение боевых заданий командования на фронте борьбы с немецкими захватчиками и проявленные при этом мужество и героизм» гвардии капитан Николай Мишанов был удостоен высокого звания Героя Советского Союза с вручением ордена Ленина и медали «Золотая Звезда» за номером 2874.
После окончания войны Мишанов продолжил службу в Советской Армии. Окончил Военно-воздушную академию. В 1965 году в звании полковника Мишанов был уволен в запас. Проживал и работал в Одессе. Умер 22 июля 1983 года, похоронен на Таировском кладбище Одессы, участок 18.
Был также награждён тремя орденами Красного Знамени, орденами Отечественной войны 1-й степени и Красной Звезды, рядом медалей.